# Ostap Daschkewytsch

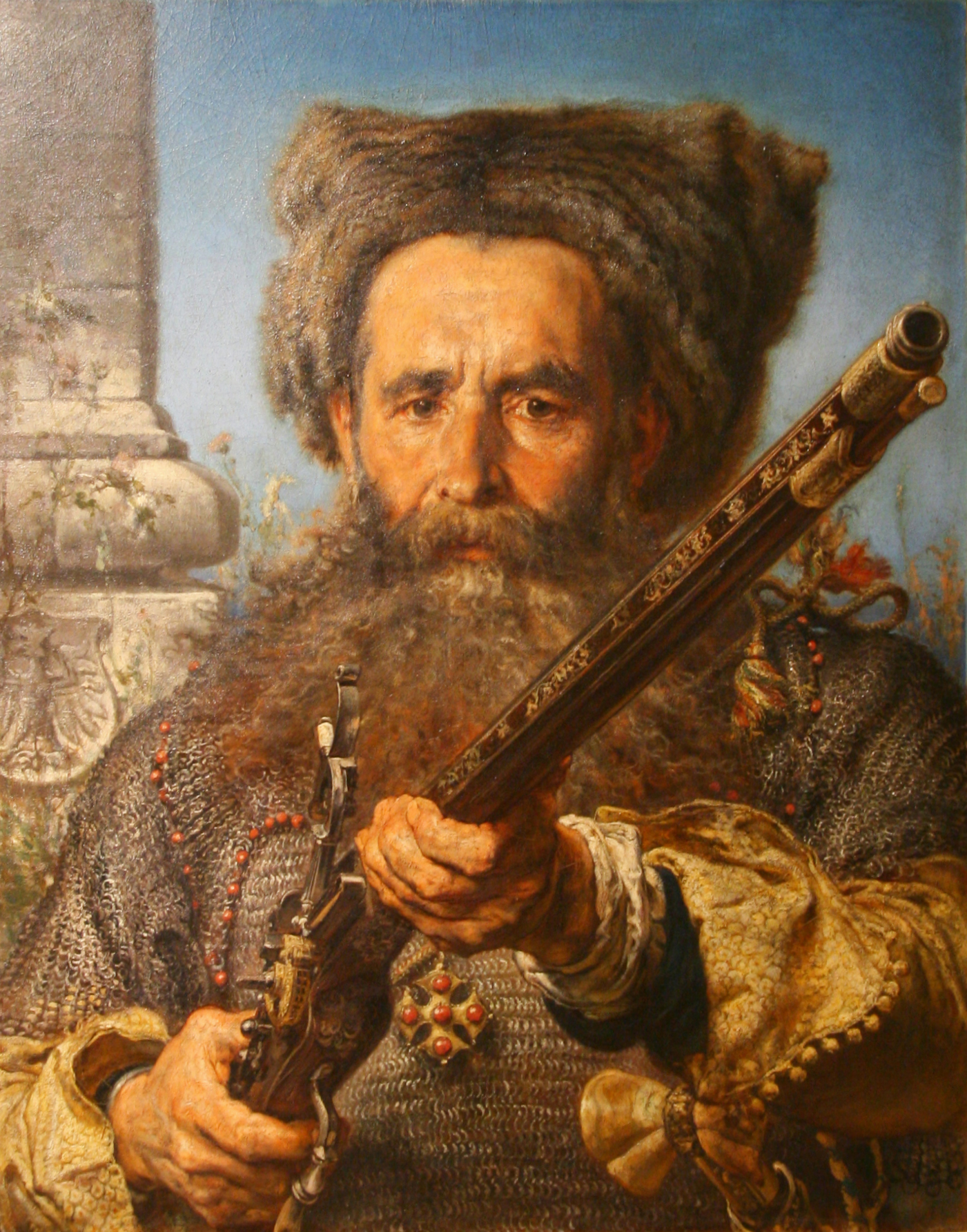
Ostap Daschkewytsch

Ostaphij Daschkewytsch (ukrainisch Остафій Дашкевич, wiss. Transliteration Ostafiy Daškevyč, Allgemein bekannt als Ostap, polnisch Eustachy Daszkiewicz; * um 1472; † 1535 in Owrutsch) war einer der ersten Mitbegründer des Kosakentums in der Ukraine und Starost von Kaniw, Krytschau und Tscherkassy. Er steht in einer Reihe mit Przecław Lanckoroński und Bernhard von Prittwitz, den anderen Pionieren des ukrainischen Kosakentums. Er entstammte einer begüterten Bojarenfamilie.

## Leben
Geboren wurde Daschkewytsch in Owrutsch um das Jahr 1472. Anfang 20 verpflichtete er sich beim litauischen Heer, wo er sich später zum Heerführer hocharbeitete. 1515 verließ Daschkewytsch aus unbekannten Gründen das litauische Heer und ging nach Tscherkassy, wo er den Tscherkasischen Kosakenbund gründete. Viele Kosaken schlossen sich ihm an. In Tscherkassy verteidigte er die ukrainische Grenze gegen die Krimtataren. Im Laufe von vielen Jahren erlernte er die raffinierten Angriffsmethoden der Tataren, die ihm später sehr nützlich wurden.
Er schloss sich dem krimtatarischen Khan Mehmed I. Giray an, der sich mit dem polnisch-litauischen König 1520 verbündet hatte und zog mit ihm in den Krieg gegen das Großfürstentum Moskau.
1523 wurde er von Tataren gefangen genommen. Wenige Monate später gelang ihm die Flucht. Noch im selben Jahr konnte er wieder tätig sein. Er griff erfolgreich die Festung von Otschakiw an, um ukrainische Gefangene zu befreien. 1528 ging er erneut nach Otschakiw mit Przecław Lanckoroński und konnte sich wieder gegen die Tataren durchsetzen.
Die bekannteste Tat seines Lebens brachte Daschkewytsch 1532 zustande. Auf den Befehl von Saadet I. Giray hin griff die tatarische Armee Tscherkassy an. Daschkewytsch und seine Truppe von 1200 Mann verteidigten die Festung der Stadt mehrere Monate lang. Obwohl die Tataren deutlich in Überzahl waren, konnten sie die Festung nicht einnehmen.
1533 schlug Daschkewytsch den polnisch-litauischen Großfürsten eine Lösung für die Überwachung der Südgrenze des Landes vor. Er wollte eine starke Festung mit 2000 Kosaken im Süden der Ukraine einrichten. Die ideale Lage wären die Steinstufen auf der größten Insel im Dnepr gewesen. Der Vorschlag von Daschkewytsch wurde jedoch missachtet. 
1533 starb Ostap Daschkewytsch. Erst 1552 konnten seine Vorstellungen von Dmytro Wyschneweckyj umgesetzt werden.
| Personendaten    | Personendaten                                 |
| ---------------- | --------------------------------------------- |
| NAME             | Daschkewytsch, Ostap                          |
| ALTERNATIVNAMEN  | Дашкевич, Остап (ukrainisch); Daškevyč, Ostap |
| KURZBESCHREIBUNG | Mitgründer des Kosakentums in der Ukraine     |
| GEBURTSDATUM     | um 1472                                       |
| STERBEDATUM      | um 1533                                       |
| STERBEORT        | Owrutsch                                      |